# Idomeneo
Az Idomeneo vagy Idomeneo, re di Creta ossia Ilia e Idamante K. V. 366 Wolfgang Amadeus Mozart 1781-ben Münchenben bemutatott háromfelvonásos, olasz nyelvű opera seriája. A darabot a szerző egyik fő művének tartotta.

## A mű története
Mozart a müncheni karneválra komponálta művét. A szövegkönyvíró Giambattista Varesco, a salzburgi érsek udvari káplánja volt, egy eredetileg francia nyelvű librettó alapján dolgozott. Mozart ekkor már kiérlelt stílusú zeneszerző volt, aki már több operát tudott a háta mögött. A szövegkönyv barokkosan terjengősnek bizonyult, ezért több jelenet kihúzását is kérte a szövegkönyvírójától. Varesco azonban nem akart rövidíteni, minden egyes sor kihúzását úgy értelmezte mint művének megcsonkítását. Hamar konfliktusa támadt Mozarttal, és természetesen mindkét fél hajthatatlannak bizonyult.
A darabban szereplő jóslat körül nevetséges vita forgott, Mozart sokallta a szöveget, ami jó időre meg is akasztotta a cselekményt. Erre Varesco Hamletra hivatkozott: az ő nagy monológjai is folyton megakasztják a dráma menetét, mégis minden színész álma, hogy eljátszhassa a szerepet. Mozart erre azt felelte, hogy Hamlet monológjaira is rá férne egy kis rövidítés. Végül odáig ragadtatta magát, hogy egy olyan szövegváltozatot terjesztett Varesco elé, amelyben a szöveg teljesen másodrendű, pusztán a zene kiteljesedését szolgálja.
Alighogy elrendeződött a zeneszerző vitája szövegkönyvírójával, a partitúra megkomponálása után máris újabb nézeteltérés támadt a bemutató elkényeztetett, 60 éves, híres karmesterével. Anton Raaff semmilyen hangot nem volt hajlandó megszólaltatni, amely túl mélynek bizonyult és hadilábon állt a magas regiszterekkel is. A karmester után a zeneszerzőnek az énekesekkel gyűlt meg a baja. A címszerepet eredetileg a kasztrált Idomantest Dal Prato énekelte, akinek tudománya Mozart saját szavai szerint „krajcárt sem ért”. Szinte minden hangot külön kellett megtanítania neki. A többi szereplőt sem tartotta nagy tehetségnek, egyedül a két női szerepet alakította egy tehetséges testvérpár.
A sok viszontagság után a darab végül 1781. január 29-én került színre, és nagy sikert aratott. Mozartot annyira elragadta a karnevál forgataga, hogy nemigen akaródzott neki visszatérni a csendes és unalmas Salzburg városába. Ez volt az első nagy konfliktusa akkori munkaadójával, a salzburgi hercegérsekkel, aki végül Bécsbe parancsolta. Mozart meg is jelent, majd nem sokkal később – mivel nem bírta elviselni, hogy szolgaként kezelik – botrányos körülmények között szétváltak útjaik.
Az ősbemutató után öt évet kellett várni a darab bécsi premierjére. Mozartnak elég sok változtatást kellett tennie, hogy a tarsulat képes legyen előadni a darabot. A bécsi és a berlini Hofoper előadására 15 évet kellett várni, a siker elmaradt. Aztán 1806-ban újra elővették a darabot. A 19. század folyamán jó páran átdolgozták a szöveget és a zenét is. A leghírhedtebb átdolgozó Richard Strauss volt. 
A darab színpadra állítása nem kis feladat: technikai és hangi követelmények szempontjából nagy igényeket támaszt; nagyszabású és bonyolult színházi apparátust, nagy létszámú kórust igényel. A mű hosszú évtizedeken át nem volt műsoron, de napjainkban helyreállították az eredeti változatot, és jelenleg több híres operaház (köztük a berlini, a londoni és a párizsi) tartja műsoron. A Magyar Állami Operaház az – egyetlen előadást megért – 1979-es budapesti premier után 2023. június 1-jén vette fel repertoárjára, Almási-Tóth András rendezésében. 2025. április 26-án a Haydneum és a Szent István Filharmonikusok együttműködésében, Vashegyi György vezényletével koncertszerű előadásban is színpadra került a Müpában.

## Az opera szereplői és helyszínei
| Szereplő                    | Hangfekvés                          |
| --------------------------- | ----------------------------------- |
| Idomeneo, Kréta királya     | drámai vagy hős tenor               |
| Idomantes, a fia            | mezzoszoprán vagy lírai tenor       |
| Elektra, Agamemnon lánya    | drámai koloratúrszoprán             |
| Ilia, Primos lánya          | lírai szoprán vagy koloratúrszoprán |
| Arbaces, Idomeneo bizalmasa | tenor                               |
| Főpap                       | tenor                               |

- Kórus: a krétai és a trójai nép, görögök, tengerészek hadifoglyok, papság igen nagy létszámban
- Történik: Kréta szigetén a trójai háború alatt
- Színhelyek:
- I. Felvonás: 1. kép: Ilia lakosztálya, 2. kép: tengerpart
- II. Felvonás: 1. kép: trónterem, 2. kép: kikötő
- III. Felvonás: 1. kép a királyi palota kertje, 2. kép: a palota előtti tér, 3. kép: Poszeidón temploma előtt
- Játékidő: kb. két óra

## Az opera cselekménye

### I. felvonás
1. kép: Ilia imájával indul az opera cselekménye. Megtudjuk belőle, hogy a lány elveszítette apját a háborúban, most ő is csak egy, a trójai rabnők közül. Az istenektől kér segítséget, hogy minél előbb kikerülhessen megalázó helyzetéből és erőt, hogy el tudja viselni Idamantes iránt érzett szerelmét. Az ellenség fiát szereti és ahelyett, hogy a krétaiak vesztét kívánná, szíve a szerelemmel van elfoglalva. Az ima végén toppan be a krétai királyfi. Jó híreket hozott: a király nemsokára hazatér. Előreküldte hírnökeit. A nép öröme legyen a foglyok öröme is: ezennel minden egykori foglyot szabadon bocsátanak, de ő, Idomantes örökre Ilia szépségének rabja marad. Egy nagyon szép áriában vall szerelmet az imádott hölgynek. A szerelmi jelenetet a trójai foglyok kórusa szakítja meg. Ezután érkezik Arbaces. Rossz híreket kapott: a király hajója viharba került, és elsüllyedt. A gyászhírt Ilia őszinte fájdalommal fogadja. Közben megjelenik Elektra is, aki szintén Idomantesbe szerelmes. A hír nagyon megrázza, mert a krétai királyban majdani szövetségesét látta, aki megáldja az ő és a királyfi frigyét. Kétségbeesésében bosszút forral: ha már a szerelme nem, legalább ez teljesedjen be.
2. kép: Viharos tengerparton zeng a krétaiak kórusa. Az istenekhez fohászkodó tengerészek kórusával vitázik. Közben kiderül: Idomeneo nem halt meg, a flotta sem pusztult el, de a veszély nagy. A király fogadalmat tesz: emberáldozattal hálálja meg, ha Poszeidón megkíméli az életét. Az áldozat az első ember lesz, aki a parton feltűnik előtte. A trójaiak szellemének bosszúszomját csak ez fogja lecsillapítani. A vihar lassan elvonult, a szél lecsendesedett, és a tengerből kievickélve Idomeneo a saját fiát látja meg a parton. Idomantes nem ismeri meg az apját, mert még kis gyermek volt, amikor az elment a háborúba. A király azonban rögtön ráismer, és leleplezi magát, ugyanakkor elzavarja a királyfit: egy szót se arról, hogy találkoztak. Idomantes azt hiszi, ezzel apja megtagadja őt. A nép boldogan üdvözli a megmenekült és hazatért királyt.

### II. felvonás
1. kép: A király elmondja a tengeristennek tett esküjét és a fiával való találkozást Arbacesnek, és tanácsot kér tőle. Az pedig a következő: a király küldje a királyfit és Elektrát Argoszba, Idomantes majd visszaszerzi Argosz trónját, feleségül veszi Elektrát és boldogan fog uralkodni. Az áldozat pedig legyen Ilia, aki erről mit sem sejtve még arról énekel, elvesztette hazáját, barátait és édesapját, de Krétán új atyát és hazát talált.
2. kép: A kikötőben Elektra és Idomantes búcsúzik a királytól, majd hajóra szállnak. Idomantes várja a csodát, ami megszabadítja őt az úttól és kéretlen jegyesétől. Poszeidón hangja szól közbe: nem fogad el áldozatként senki mást, csak a királyfit. Vihart támaszt, egy szörnyeteget szabadít Krétára, ami mindent elpusztít, ami az útjába kerül.

### III. felvonás
1. kép: A palota kertjében Idamentes és Ilia találkozik. A királyfi búcsúzni jött. Elhatározta, hogy felkeresi és megöli a szörnyeteget, mert csak a halálával válthatja meg országát a borzalmas csapástól. Ilia is szerelmet vall, a két fiatal szenvedélyesen öleli át egymást. A király továbbra is kitart elhatározása mellett: fiának el kell hagynia Krétát.
2. kép: Az egykor virágzó ország pusztulása olyan mértéket öltött, hogy nem lehet tovább halogatni az áldozat bemutatását. A főpap az egész nép nevében kéri a királyt: nevezze meg az áldozatot. Idomeneo bevallja titkát: a saját fiát kell feláldoznia.
3. kép: A tengeristen templomában az áldozat bemutatására készülődnek. Közben jó hírek érkeznek: Idomantes megküzdött a szörnnyel és a le is győzte. Ezután színre lép a királyfi is, aki önként vállalja a végzet által neki kiszabott sorsot. Ilia kiáll szerelmese mellett: ha nem élhetnek együtt, legalább együtt haljanak meg. Az utolsó pillanatban azonban megszólal a mennyei hang: a szerelem győzedelmeskedik minden felett, legyen hát meg a szerelmesek akarata, éljenek boldogan. Idomeneo átadja trónját fiának, Elektra összeomlik. Látványos kórusjelenet zárja a kiváló operát.

## A szövegkönyv
Idomeneusz krétai király története kedvelt színdarab téma volt a 18. században, de zenés műként is többször színpadra állították. Mint tudjuk, Varesco egy régi francia librettó alapján dolgozott, amit Antoine Danchet írt, és André Campra zenésített meg. Danchet szövege elég terjengős, a nagy, látványos barokk opera követelményeit igyekszik kielégíteni. Öt felvonásból állt, óriási színpadi gépezetet igyekezett megvalósítani, hatalmas, monumentális díszletekre adott lehetőséget és természetesen nagy színpadi személyzettel dolgozott: istenek, istennők és egy egész kórust kitevő tanácsadó gárda, akik a címszereplő sorsát igyekeznek befolyásolni. 
Verasco olaszra fordította a művet, eltüntette a felesleges mellékszereplőket, és az öt felvonást hárommá vonta össze. Ezt leszámítva azonban nem a legszerencsésebb kézzel nyúlt az eredeti szöveghez. Terjengős versezete, hosszadalmas ária szövegei miatt robbant ki a már felvázolt vita közte és a zeneszerző között. A szöveg előképétől a leglényegesebb pontokon tért el. Az eredeti tragédiához képest a történet itt humánusabb végkifejletet nyert.

## Az Idomeneo zenéje
Az opera zenéje fordulópont nem csak Mozart művészetében, hanem az egész operatörténetben. A zeneszerző feloldotta a barokk opera seria megmerevedett, nehézkes ünnepélyességét. A szereplők típusok helyett valódi érző, hús-vér figurákká alakultak át. Mozart felfedezte az opera műfaja számára az embert a maga realisztikus valójában. Ez nagyon fontos, mert a későbbi nagy mesterek jellemábrázolása erre fog épülni.[forrás?] A dallamformálás az olasz bel canto hatását mutatja, a szerző valószínűleg tudatosan fordult az olasz mesterek felé. Az idáig üres virtuózkodást, kolorizálást a jellemrajz szolgálatába állította. Mozart más operáiban nem kap a kórus jelentős szerepet, de ebben az esetben nagyszabású és drámai volta miatt kiemelt szerephez jutott.
Mozart a Gluck által kezdeményezett operareform hatására töltötte meg élettel az opera seria hagyományos sémáit, ezzel gyakorlatilag megújította azt. Az 1786-os bécsi előadás számára a szerző mélyrehatóan átdolgozta darabját. Az eredetileg kasztrált énekes számára írt szoprán főszerepet ekkor helyettesítette tenorral.

## A darab népszerű részletei
- „Fuor del mar” – Idomeneo, II. felvonás
- „Zeffiretti lusinghieri” – Ilia, III. felvonás
- „D'Oreste, d'Ajace” – Elektra, III. felvonás